# Karper
De Europese karper (Cyprinus carpio), ook wel gewoon karper, is een beenvis uit de orde van karperachtigen. De vis kan tot 120 cm lang worden. De karper is herkenbaar aan zijn 4 baarddraden, twee korte op de bovenlip, twee lange in de mondhoeken en de lange rugvin met zeer sterke eerste vinstralen. In de natuur kan hij 30 tot 40 jaar worden.
De Europese karper kan een gewicht van 50 kg halen wat enorm is gestegen in vergelijking met 50 jaar terug. Voor de hengelsport is het een erg geliefde vis in Europa en zelfs in Amerika komt deze vis erg veel voor. Karper komt uit oorsprong uit Azië, waar ze duizenden jaren geleden van zijn overgebracht naar Europa waar ze het ontzettend goed doen. De schubkarper is de oorspronkelijke karper; alhoewel professionals het voor elkaar hebben gekregen deze vissen zonder of met weinig schubben te kweken. Dit wordt de spiegelkarper genoemd. De spiegelkarper is dus niet 100% natuurlijk.

## Onderverdeling
De benaming karper slaat op twee soorten die echter nauwelijks morfologisch verschillen en ook onderling kunnen kruisen, te weten Cyprinus carpio en Cyprinus rubrofuscus. Cyprinus carpio vertegenwoordigt de wilde en gekweekte karpers ten westen van de Kaspische zee en Cyprinus rubrofuscus de oostelijke karpers. De Japanse Koi horen dus bij Cyprinus rubrofuscus maar ondertussen hebben al kruisingen met westelijke karpers plaatsgevonden met name met spiegelkarpers, waardoor de doitsu zijn ontstaan.
Er bestaan diverse verschijningsvormen van de karper:
- wilde of boerenkarper
- schubkarper
- edel- of spiegelkarper
- rijenkarper
- leder- of naaktkarper
- volschub spiegelkarper
- goudkarper
- koi of nishikigoi

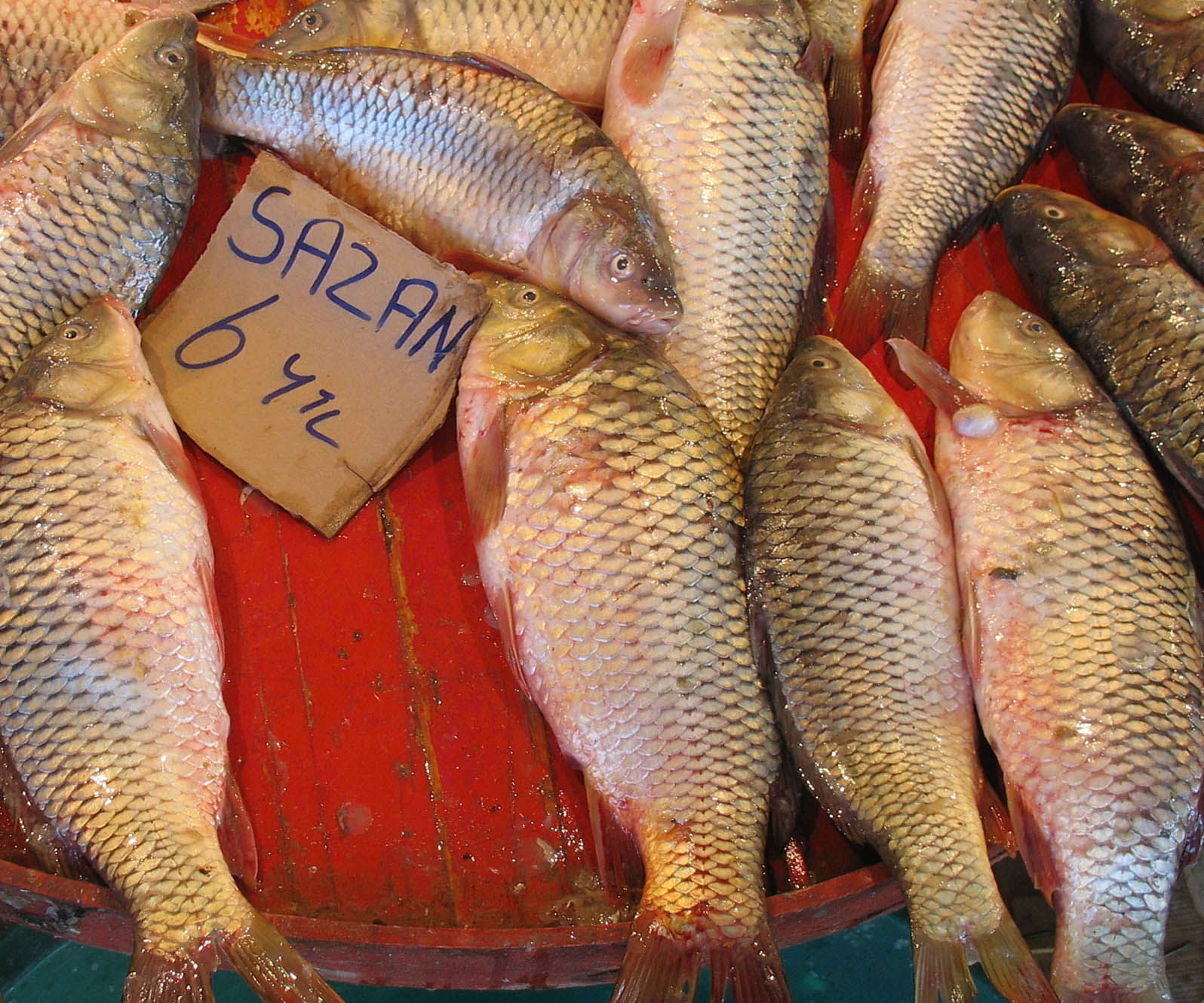
Wilde karpers uit Turkije (Sazan)
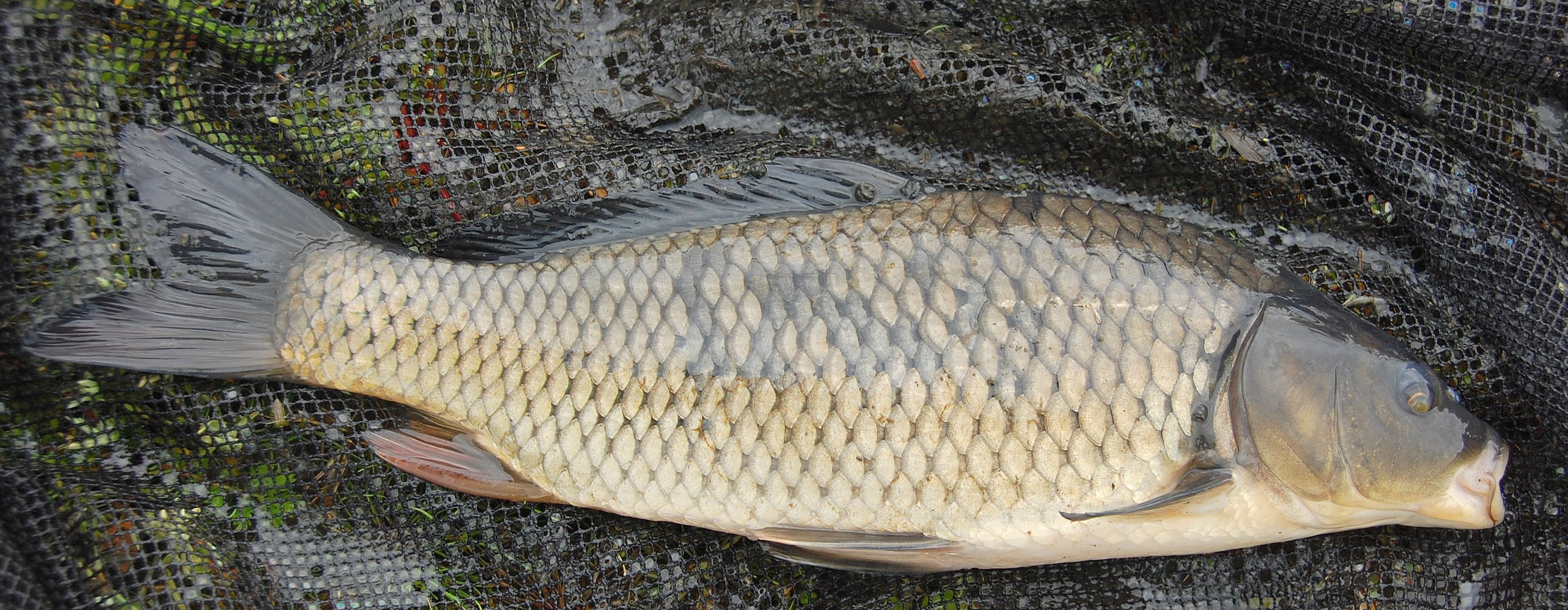
Boerenkarper
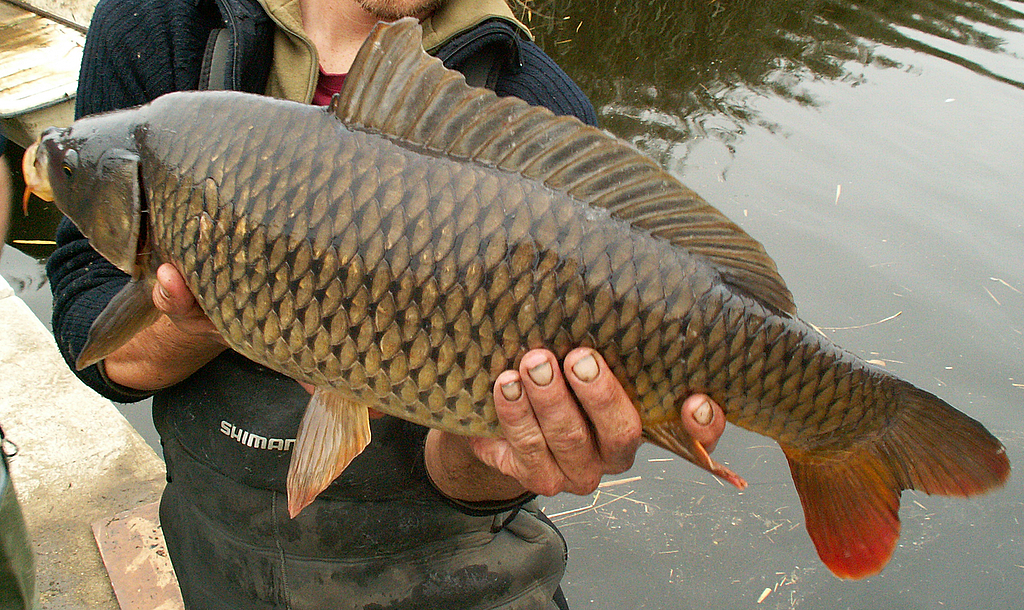
Verwilderde karper
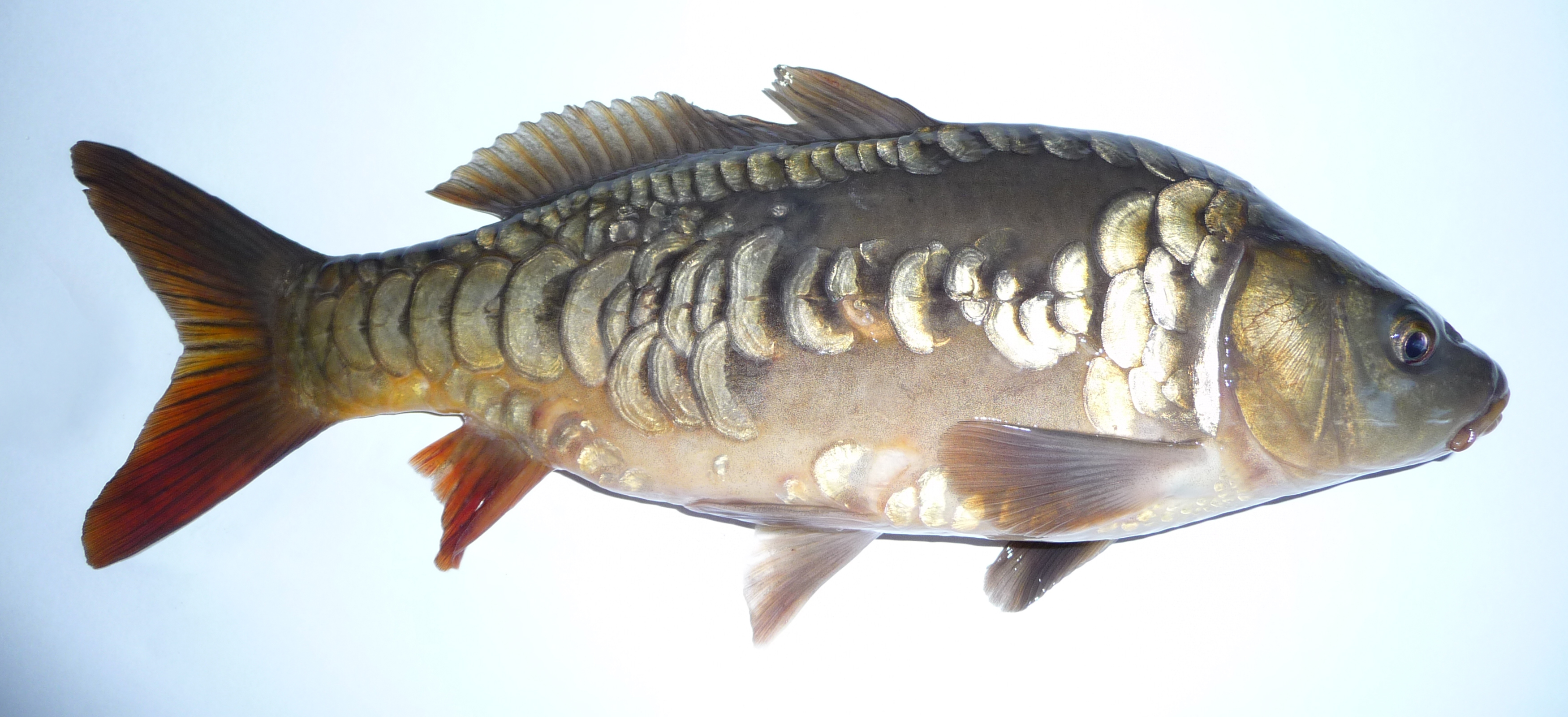
Kleine spiegelkarper
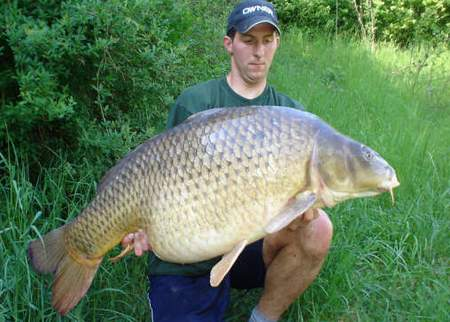
Grote schubkarper
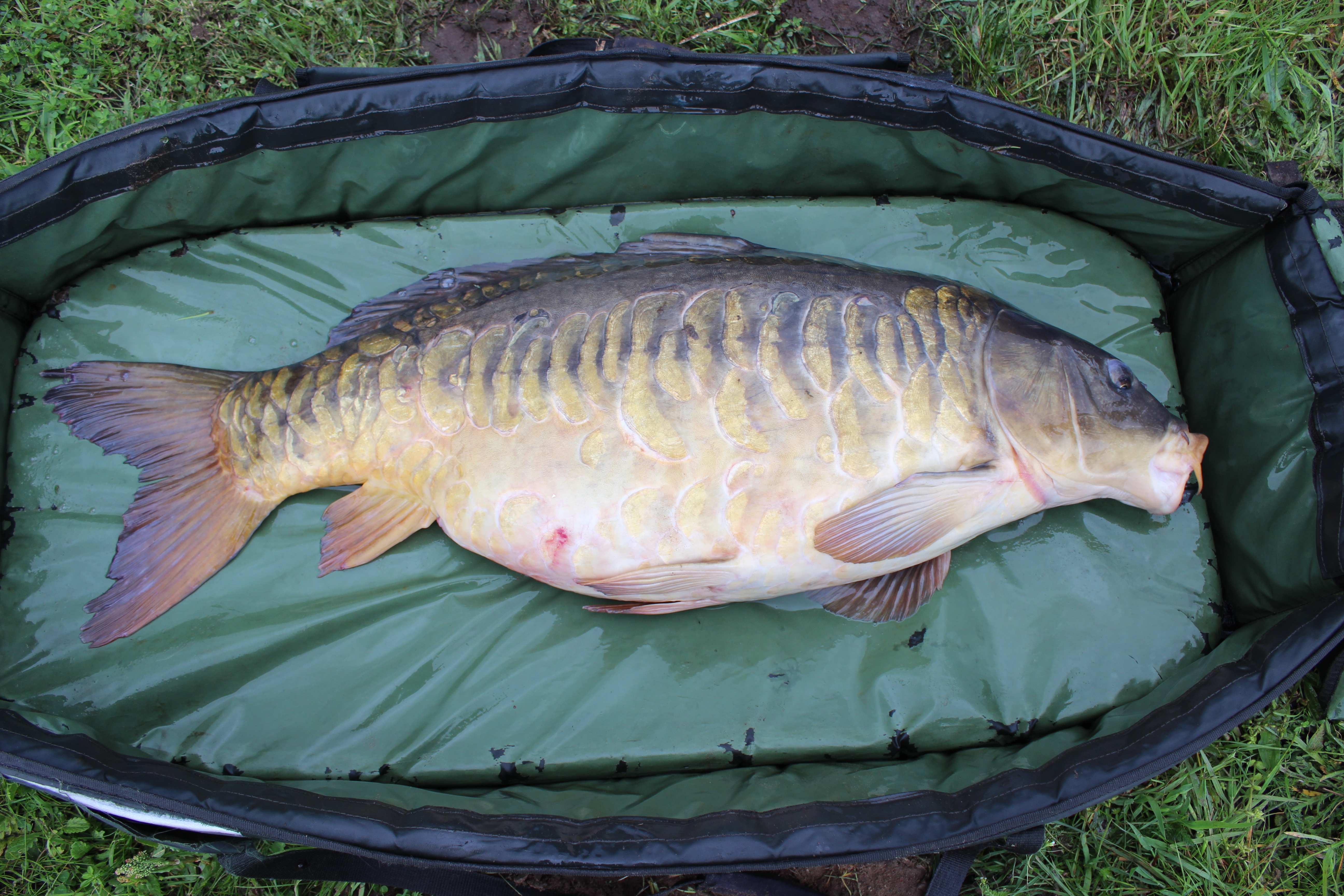
spiegelkarper
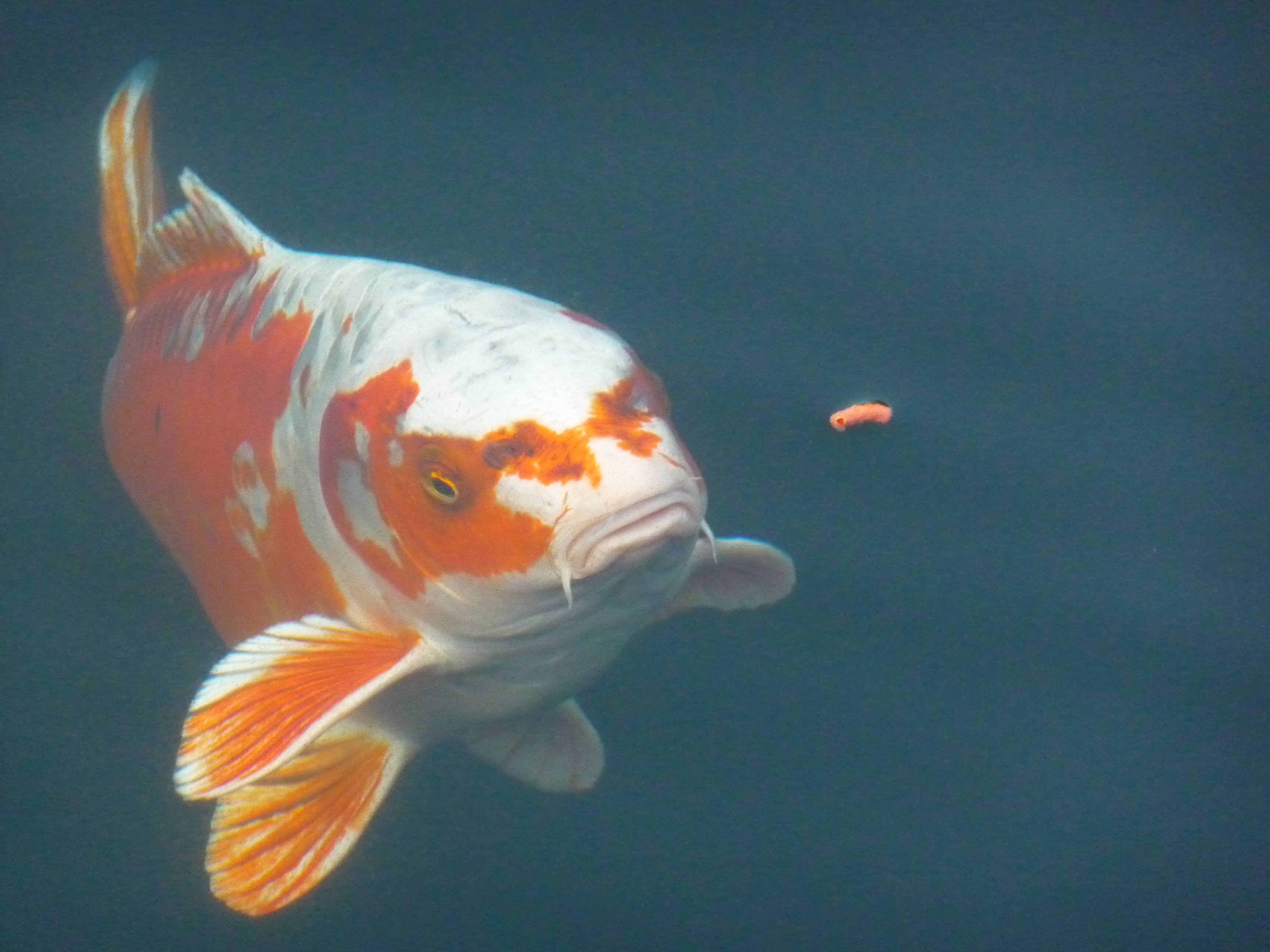
Koikarper
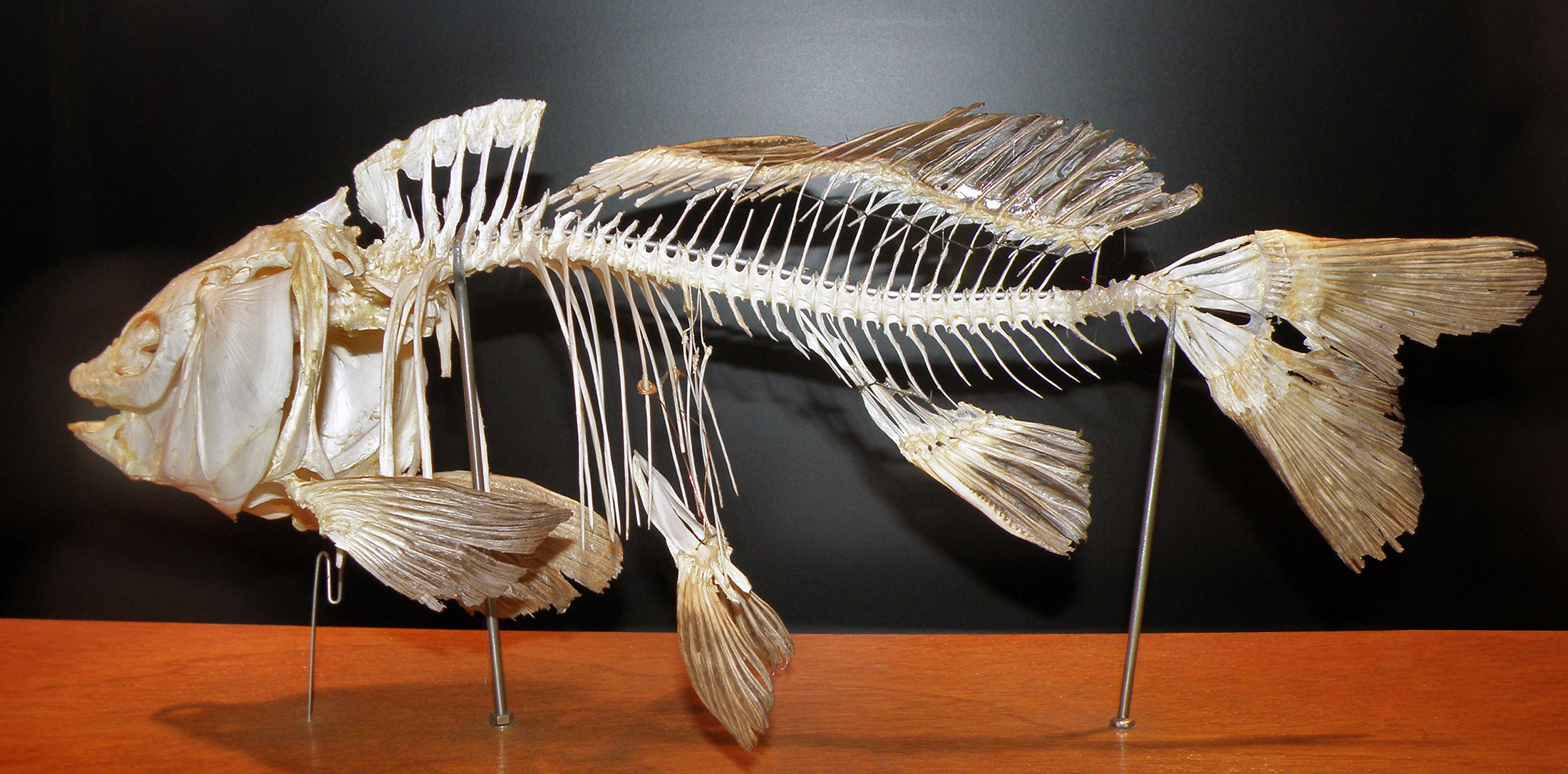
Skelet met de typische ruggengraatverkromming van gekweekte karper
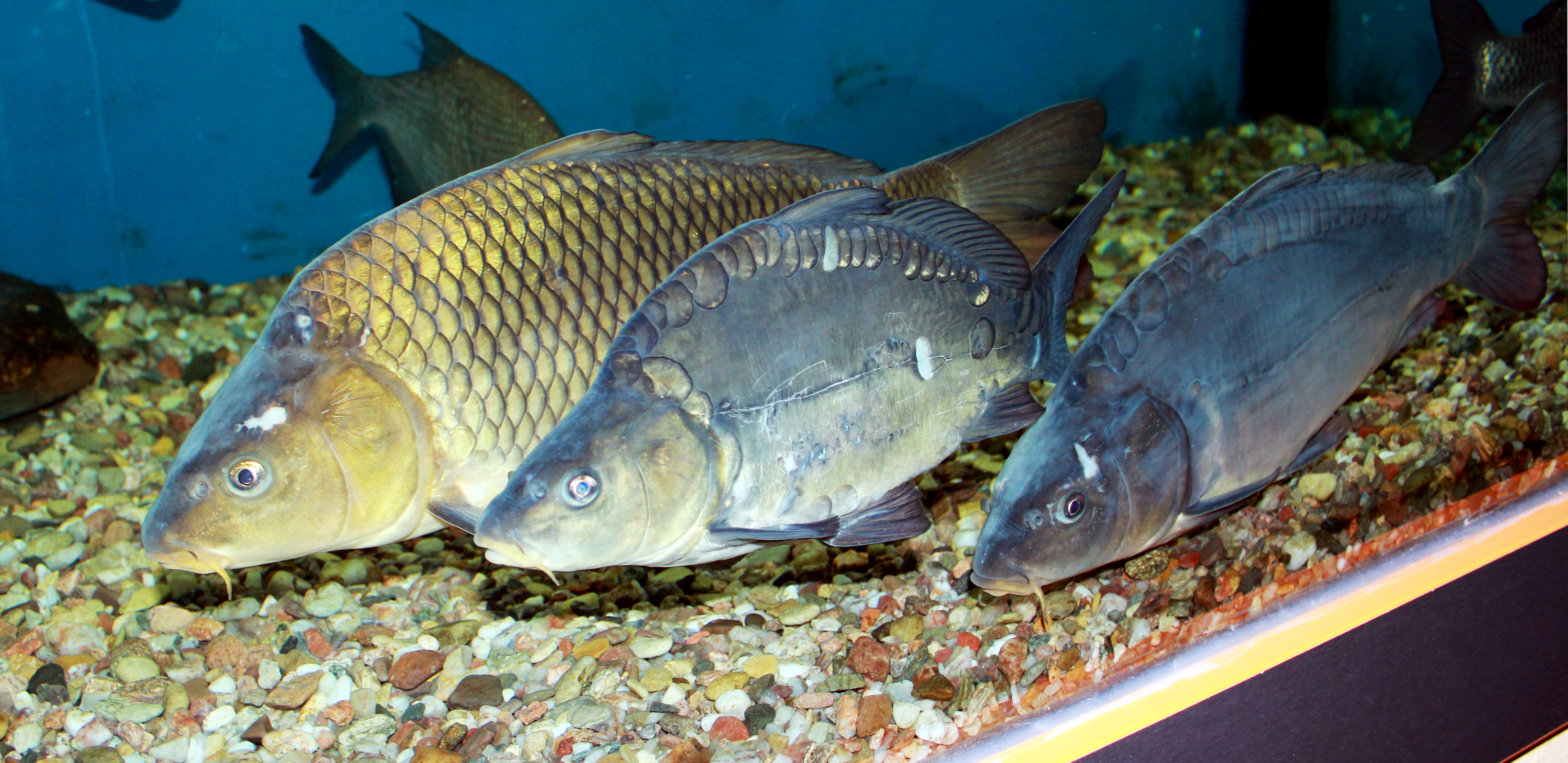
Tentoonstelling in Praag

De verschillen worden met name bepaald door het schubbenpatroon; de schub- en wilde karper zijn normaal geschubd, de spiegelkarper heeft enkele abnormaal gevormde grote schubben, de rijenkarper een rij van zulke schubben horizontaal over de flank, de lederkarper heeft slechts enkele schubben en de huid is sterk verdikt, waardoor hij leerachtig aanvoelt, en de volschubspiegelkarper heeft de grote schubben van een spiegelkarper en is daarmee bijna volledig bedekt.
In Nederland komt in de Zaanstreek en de kop van Noord-Holland een wilde karpersoort, de boerenkarper voor gekenmerkt door een torpedovormig lichaam (geen knik tussen kop en rug), een eindstandige bek en bleke vinnen. Fysiologisch wijken wilde karpers sterk af doordat het visvlees over het hele lichaam roodgekleurd is. Daardoor hebben ze ook een groter uithoudingsvermogen en doordat het lichaam meer in balans is, zijn ze ook beweeglijker en daardoor moeilijker aan de hengel te vangen.
Ook komt in veel gebieden (Zeeland, Flevopolder en Haarlemmermeer) veel verwilderde karper voor met een wat meer afgeplat lijf, een lichte knik achter de kop en rode vinnen. Deze karpers planten zich ook al generaties lang gewoon voort en zijn verwilderde nakomelingen van gekweekte karpers met een opmerkelijk uniform uiterlijk.
De naam schubkarper wordt gereserveerd voor gekweekte exemplaren, die veelal nog hoger en breder gebouwd zijn. Gekweekte karpers hebben voor 80% wit vlees. Indertijd zijn door de OVB ook veel schubkarpers uitgezet met 25% wild bloed. Op het ogenblik komen de uitgezette karpers uit allerlei oostbloklanden, zodat de herkomst niet meer duidelijk is. Er bestaan allerlei gekweekte karperrassen met elk hun eigen typische lichaamsvorm (Galicische karpers, Boheemse karpers et cetera).

## Verwante soorten

### Kroeskarper, giebel, goudvis en kruisingen (F1)
De kroeskarper (Carassius carassius), een bronskleurige vis met een schijfvormig postuur zonder baarddraden wordt in het algemeen niet zo heel groot (45 tot 50 cm). Deze soort is gemakkelijk te verwarren met de giebel (Carassius gibelio) met grotere schubben en een meer lichtgroene kleur. Ook verwilderde goudvissen komen voor (Carassius auratus). Zeer grote kroeskarpers zijn vaak kruisingen van karper met kroeskarper, herkenbaar aan de zeer kleine baarddraden.

### Aziatische karpers: graskarper, grootkopkarper, zilverkarper,black carp
De meest bekende Chinese karpers zijn de graskarper (Ctenopharyngodon idella), de grootkopkarper (Aristichthys nobilis) en de zilverkarper (Hypopthalmichthys mollitrix). De graskarper heeft een torpedovormig lichaam en sterke voor in de bek geplaatste lippen. Ze zijn ook eerder verwant met de kopvoorn dan met de gewone karper. De graskarper voedt zich voor een groot gedeelte met plantaardig materiaal. De grootkopkarper heeft een grote kop met heel laag geplaatste ogen. De zilverkarper lijkt veel op de grootkopkarper en voedt zich met plankton, dat hij met de kieuwzeef kan uitfilteren. Een andere soort is nog de black carp (Mylopharyngodon piceus) met een voorkeur voor slakken in het dieet. Van de buitenkant zien deze soorten er vaak ongeveer hetzelfde uit, maar de verschillen in de keeltanden zijn zeer groot, waardoor graskapers stevig plantaardig materiaal kunnen vermalen en black carps goed zijn in het vermorzelen van schelpen.
De Chinese karpersoorten zullen zich in de Lage Landen niet snel voortplanten, omdat ze voor hun voortplanting stromend water van meer dan 25 °C nodig hebben. In de Verenigde Staten hebben zilverkarpers en grootkopkarpers echter de Mississippi gekoloniseerd en dreigen zilverkarpers ook in de Grote Meren een plaag te worden, waardoor er grote investeringen worden gedaan om de soort daar buiten de deur te houden. Ook wordt er veel vanuit de boot voor de sport met pijl-en-boog op de uit het water springende zilverkarpers gejaagd. Ook de black carp vormt al een probleem in de Verenigde Staten en bedreigt daar populaties van slakken en schelpen.

## Ecologische effecten
De karper is net als de brasem een vis die de bodem omwoelt, dit noemt men azen. Vooral in de vroege ochtend en tijdens de schemering kan men dit waarnemen. De vis staat dan vaak rechtop in het water en door het gewoel in de bodem ziet men afhankelijk van de soort bodem trossen kleine dan wel grotere belletjes opstijgen naar de oppervlakte. In ondiep water kan men soms aan de staartvin zien om wat voor vis het gaat. De karper doet dit als hij op zoek is naar eten, voornamelijk planten en waterinsecten. De karper is geen roofvis. In tegenstelling tot de brasem aast karper ook in de ondiepe sterk begroeide gedeeltes van het water en dicht tegen de oever.
Door deze manier van azen worden met name fosfaten in de bodem weer teruggevoerd naar de waterkolom. Bij een voedselrijke bodem en een flinke populatie karper leidt dit tot een voorspoedige groei van de zwevende algen (fytoplankton). Samen met de omgewoelde bodempartikels leidt dit tot het troebel worden van het water en een afname van de onderwaterflora.

## Oorsprong van de karper
Er bestaat een sterke consensus over het oorspronkelijke leefgebied van de karper. Dat is het gebied van de rond de Zwarte Zee, de Kaspische Zee en het Aralmeer. Vooral in de delta's van de Donau en de Oeral komt de karper veel voor. Vandaar heeft de karper zich al dan niet met behulp van de mens verspreid van de delta van de Rijn tot aan de Amoer in Noord-China en zijn een oostelijke en een westelijke ondersoort ontstaan. Recent genetisch onderzoek heeft aangetoond dat de boerenkarper een wilde karpersoort is die gerekend kan worden tot de wilde Europese karper. De karper heeft het imago van een vis van stilstaand water, maar komt van nature voor in rivieren en rivierdelta's waar hij zich voortplant in overstromingsvlakten.
De oudste archeologische resten van de karpers dateren waarschijnlijk uit de twaalfde eeuw. Bij Houten zijn resten van karper gevonden uit materiaal dat op grond van aardewerkdatering uit de elfde of twaalfde eeuw stamt. De eerste historische gegevens zijn wat later; uit 1342.
Er is geen zekerheid over de manier waarop wilde karpers het Rijnstroomgebied hebben weten te bereiken. Oorspronkelijk werd gedacht dat de karpers door de Romeinen en later de kloosterlingen ingevoerd zijn. Gezien de lange periode tussen het begin van de romeinse visteelt en de eerste vondsten van karper in de twaalfde eeuw zou het voor de hand liggen dat de boerenkarpers dan sterke gelijkenis zouden vertonen met de kweekkarpers die we nu kennen en niet met wilde karper. Genetische en morfologische eigenschappen weerspreken dat. Het meest waarschijnlijk is dat wilde karper uit de Donau via onbekende weg ergens in de Middeleeuwen het Rijnstroomgebied heeft weten te bereiken en zich via de rivier verder heeft verspreid.
Een alternatief is dat de karper al sinds prehistorische tijd als relictpopulatie aanwezig was, maar dat zou dan ondersteund moeten worden met archeologisch materiaal. Gezien de goede conservering van visresten in het Westen van Nederland en het aantal opgravingen dat al is gedaan ligt dat zeker niet voor de hand. Prehistorische aanwezigheid van de meerval, brasem, aal en steur is wel aangetoond.
De wilde karpers kwamen tot het begin van de twintigste eeuw veel in de rivieren en het IJsselmeer voor, maar door de massale uitzettingen van gekweekte karpers in de twintigste eeuw trad al snel vermenging met gekweekte karpers op. Tegenwoordig wordt op de grote rivieren geen wildtype karper meer gevangen.
Wilde karpers staan op de Europese lijst van bedreigde diersoorten. Het is dus belangrijk dat er duidelijkheid ontstaat over de status en de verspreiding van de Nederlandse wilde karper. Ook in Nederland wordt de boerenkarper waarschijnlijk bedreigd door vermenging met grote hoeveelheden uitgezette karpers.

## Sportvisserij en uitzettingen
Tegenwoordig wordt de karper regelmatig uitgezet ten behoeve van de sportvisserij. Karpervissen is sinds begin jaren 1990 erg populair geworden vanwege de kracht en omvang (gewicht) van de dieren. Ook de in Engeland ontwikkelde selectieve wijze van vissen met boilies, het bolt rig-systeem (zelfhaaksysteem) met elektronische beetverklikker, heeft zeker tot de populariteit bijgedragen.
Karpers komen door deze uitzettingen nu bijna wereldwijd voor. In Noord-Amerika en Australië wordt de soort als een plaag gezien en bestreden en ook in Nederland wordt de karper als een negatieve factor gezien vanwege het omwoelen van de bodem. Gezien het belang voor de sportvisserij en de moeizame voortplanting in de meeste wateren wordt er nog steeds wel wat karper uitgezet.

## Karper als voedsel
In West-Europa wordt karper doorgaans niet gegeten, de vis heeft een karakteristieke smaak en is moeilijk te ontbenen. In grote delen van Centraal-Europa, in het bijzonder Polen en Hongarije, wordt de karper wel gegeten. De vis wordt verwerkt in vissoep of in moten gepaneerd en gebakken. Ook in Oost-Azië is de vis populair.

## Karper als siervis
Meestal wordt de term koi gebruikt voor de gekweekte felgekleurde variant die als siervis in vijvers wordt gehouden. Deze vissen worden, afhankelijk van de kleur en de tekening, soms voor grote bedragen verkocht. Met name in Japan is het houden en kweken van koi als populaire bezigheid ontstaan. Ondertussen zijn er Europese en Israëlische varianten die respectievelijk EuroKoi en Israëlische Koi worden genoemd. Enkel in Japan zelf staat het Japanse woord koi voor de consumptievis-karper, terwijl nishikigoi verwijst naar de sierkarper.

## Wereldrecord
De grootste karper ter wereld tot nu toe, gevangen in Hongarije, weegt 51,2 kg en is gevangen door Michel Schoenmakers op het meer Euro Aqua dicht bij Boedapest, een betaalwater met grote uitgezette karpers met een beperkt aantal leden. Een vis van meer dan 35 kilo is extreem zeldzaam, wereldwijd zijn slechts enkele exemplaren van boven de 35 kg bekend. Het Nederlands record is een uitzonderlijk grote karper bij Nieuwkoop, die diverse malen is gevangen en tot ruim boven de dertig kilo is uitgegroeid. Het Belgisch record staat op 40 kg, een spiegelkarper genaamd de Mohikaan.